# Milan Bogunović
Milan Bogunović (ur. 31 maja 1983 w Somborze) – serbski piłkarz, występujący na pozycji obrońcy.